# Iporã
Iporã é um município da região noroeste do estado do Paraná, no Brasil. Sua população foi estimada em 16 062 habitantes, conforme dados do IBGE de 2024.

## Toponímia
"Iporã" é um termo de origem tupi que significa "rio bonito", através da junção dos termos  'y (rio) e porang (bonito).

## História
A empresa "Sociedade Imobiliária Noroeste do Paraná Limitada" (mas tarde denominada de SINOP Terras Ltda.), em parceria com os colonizadores Pipino e João Pedro Moreira de Carvalho, foram autorizados a explorarem a "gleba Atlântida", região onde atualmente é a sede do município de Iporã.
A imobiliária derrubou parte da floresta, abriu estradas e organizou a divisão das terras em loteamentos e tão logo os serviços foram concluídos, chegaram os primeiros colonizadores, como Toshio Uchiyama, Francisco Vieira Marques, Rodolfo e Augusto Hering, José Aparecido de Oliveira, Arlindo Pereira da Silva, Waldomiro Vieira Marques, Augusto Rodrigues Gonçalves.
Inicialmente Iporã era um povoado do distrito de Cruzeiro do Oeste, da cidade de Cruzeiro do Oeste. Em 1955 foi elevada a categoria de distrito de Cruzeiro do Oeste.
Em 1960, é elevada a categoria de município e em 15 de novembro de 1961, é instalado o distrito sede de Iporã.

## Geografia

### Relevo
A cidade de Iporã localiza-se no terceiro planalto paranaense, conhecido como Planalto de Guarapuava, o qual ocupa dois terços de superfície do Paraná, estendendo-se desde a Serra do Cadeado até o limite com o Rio Paraná.

### Altitude
Possui uma altitude média de quatrocentos metros.

### Geologia
Seus solos são classificados como do tipo arenito caiuá, os quais possuem características arenosas e necessitam de técnicas de correção para o aumento da produtividade, sobretudo no âmbito agrícola. Soma-se a isso o impacto do desmatamento sobre este tipo de solo, o que gerou, na região, rios assoreados, grandes voçorocas causadas pela erosão e, sobretudo, pela falta de cobertura florestal nativa.

### Clima
Como se situa na porção climática subtropical do país, a cidade tem como clima geral o sub-tropical úmido, caracterizado pela sigla Cfa (classificação de Wladimir Köppen) que indica um clima temperado úmido com verão quente.

### Vegetação
A cidade localiza-se no domínio da Floresta Estacional Semidecidual, que constitui a vegetação típica da Mata Atlântica. Todavia, deve-se levar em consideração as atividades antrópicas desenvolvidas na região, a quais ocasionaram uma drástica redução da extensão desse domínio, restando certa de cinco por cento de floresta nativa, na região do Piquiri.

### Hidrografia
O município se encontra sobre a micro-bacia hidrográfica do Piquiri, a qual - de acordo com dados do Instituto Paranaense de Desenvolvimento Econômico e Social - possui um índice médio de qualidade de água que varia de satisfatório a bom, ao longo de toda bacia. Dentre os rios constituintes dessa bacia, o Rio Xambrê ganha destaque, sendo utilizado pela unidade Companhia de Saneamento do Paraná da cidade para a captação e distribuição de água para a população.

### Rodovias
- PR-323
- PR-272
- PR-490
- BR-272

## Filhos ilustres
Amanda Claudino de Andrade